# Анохин, Афанасий Степанович
Афанасий Степанович Анохин (2 сентября 1904 — 18 октября 1975) — советский композитор, дирижёр, педагог, лектор-музыковед.

## Биография
Афанасий Анохин родился в 1904 году в Бийске в семье рабочего. Благодаря хорошим вокальным данным в 1922—1923 годах был хористом Бийского государственного хора. В 1923—1926 годах жил в Барнауле, ходил в школу № 1. Брал уроки по теории музыки у своего дяди А. В. Анохина, участвовал вместе с ним в этнографических экспедициях. В 1926 году работал учителем пения в начальной школе. В 1926—1928 годах служил в армии, затем был направлен на учёбу в Томский государственный музыкальный техникум. Будучи студентом, преподавал в музыкальных школах Томска. В 1931 году окончил техникум и получил квалификацию «преподаватель музыкально-теоретических дисциплин».
В 1935 году переехал в Барнаул и устроился на работу в Барнаульскую музыкальную школу № 1 им. А. К. Глазунова заведующим учебной частью. Во время Великой Отечественной войны был призван в армию, участвовал в сражениях на Ленинградском фронте. После окончания войны вернулся в Барнаул и продолжил работу в музыкальной школе. C 1951 года работал в Алтайской краевой филармонии концертмейстером, художественным руководителем и лектором-музыковедом. Под его руководством в филармонии был создан симфонический ансамбль, позднее преобразованный в симфонический оркестр. В 1956—1961 работал в Барнаульском музыкальном училище преподавателем и заведующим отделением теории музыки.
Написал песню на стихи К. Симонова «Жди меня». На Алтае также популярны его песни «Кедр» и «Золотая земля». Были изданы сборники его произведений: «На просторах Алтая» (1957), «Репертуарный сборник для городских и сельских коллективов художественной самодеятельности» (1971), «Ходит песня вечерами» (1975).
Умер в Барнауле 18 октября 1975 года. Похоронен на Власихинском кладбище.